# Lista episoadelor din Prietenii tăi
Aceasta este o listă a episoadelor sitcom-ului american Prietenii tăi.

## Prezentare generală
| Sezonul | Sezonul | Episoade | Episoade | Premiera TV        | Premiera TV       |
| Sezonul | Sezonul | Episoade | Episoade | Prima transmisie   | Ultima transmisie |
| ------- | ------- | -------- | -------- | ------------------ | ----------------- |
|         | 1       | 24       | 24       | 22 septembrie 1994 | 18 mai 1995       |
|         | 2       | 24       | 24       | 21 septembrie 1995 | 16 mai 1996       |
|         | 3       | 25       | 25       | 19 septembrie 1996 | 15 mai 1997       |
|         | 4       | 24       | 24       | 25 septembrie 1997 | 7 mai 1998        |
|         | 5       | 24       | 24       | 24 septembrie 1998 | 20 mai 1999       |
|         | 6       | 25       | 25       | 23 septembrie 1999 | 18 mai 2000       |
|         | 7       | 24       | 24       | 12 octombrie 2000  | 17 mai 2001       |
|         | 8       | 24       | 24       | 27 septembrie 2001 | 16 mai 2002       |
|         | 9       | 24       | 24       | 26 septembrie 2002 | 15 mai 2003       |
|         | 10      | 18       | 18       | 25 septembrie 2003 | 6 mai 2004        |

## Episoade

### Sezonul 1
- 1. - 01x01 - Premiera sezonului: 22 septembrie 1994 - The One Where Monica Gets A Roommate (a.k.a. The One Where It All Began)
- 2. - 01x02 - 29 septembrie 1994 - The One With The Sonogram At The End
- 3. - 01x03 - 6 octombrie 1994 - The One With The Thumb
- 4. - 01x04 - 13 octombrie 1994 - The One With George Stephanopoulos
- 5. - 01x05 - 20 octombrie 1994 - The One With The East German Laundry Detergent
- 6. - 01x06 - 27 octombrie 1994 - The One With The Butt
- 7. - 01x07 - 3 noiembrie 1994 - The One With The Blackout
- 8. - 01x08 - 10 noiembrie 1994 - The One Where Nana Dies Twice
- 9. - 01x09 - 17 noiembrie 1994 - The One Where Underdog Gets Away
- 10. - 01x10 - 15 decembrie 1994 - The One With The Monkey
- 11. - 01x11 - 5 ianuarie 1995 - The One With Mrs. Bing
- 12. - 01x12 - 12 ianuarie 1995 - The One With The Dozen Lasagnas
- 13. - 01x13 - 19 ianuarie 1995 - The One With The Boobies
- 14. - 01x14 - 9 februarie 1995 - The One With The Candy Hearts
- 15. - 01x15 - 16 februarie 1995 - The One With The Stoned Guy
- 16. - 01x16 - 23 februarie 1995 - The One With Two Parts (1)
- 17. - 01x17 - 23 februarie 1995 - The One With Two Parts (2)
- 18. - 01x18 - 2 martie 1995 - The One With All The Poker
- 19. - 01x19 - 9 martie 1995 - The One Where The Monkey Gets Away
- 20. - 01x20 - 6 aprilie 1995 - The One With The Evil Orthodontist
- 21. - 01x21 - 27 aprilie 1995 - The One With The Fake Monica
- 22. - 01x22 - 4 mai 1995 - The One With The Ick Factor
- 23. - 01x23 - 11 mai 1995 - The One With The Birth
- 24. - 01x24 - Sfârșitul sezonului: 18 mai 1995 - The One Where Rachel Finds Out

### Sezonul 2
- 25. - 02x01 - 21 septembrie 1995 - The One With Ross's New Girlfriend
- 26. - 02x02 - 28 septembrie 1995 - The One With The Breast Milk
- 27. - 02x03 - 5 octombrie 1995 - The One Where Heckles Dies
- 28. - 02x04 - 12 octombrie 1995 - The One With Phoebe's Husband
- 29. - 02x05 - 19 octombrie 1995 - The One With Five Steaks And An Eggplant
- 30. - 02x06 - 2 noiembrie 1995 - The One With The Baby On The Bus
- 31. - 02x07 - 9 noiembrie 1995 - The One Where Ross Finds Out
- 32. - 02x08 - 16 noiembrie 1995 - The One With The List
- 33. - 02x09 - 14 decembrie 1995 - The One With Phoebe's Dad
- 34. - 02x10 - 4 ianuarie 1996 - The One With Russ
- 35. - 02x11 - 18 ianuarie 1996 - The One With The Lesbian Wedding
- 36. - 02x12 - 28 ianuarie 1996 - The One After The Super Bowl (1)
- 37. - 02x13 - 28 ianuarie 1996 - The One After The Super Bowl (2)
- 38. - 02x14 - 1 februarie 1996 - The One With The Prom Video
- 39. - 02x15 - 8 februarie 1996 - The One Where Ross And Rachel...You Know
- 40. - 02x16 - 15 februarie 1996 - The One Where Joey Moves Out
- 41. - 02x17 - 22 februarie 1996 - The One Where Eddie Moves In
- 42. - 02x18 - 21 martie 1996 - The One Where Dr. Ramoray Dies
- 43. - 02x19 - 28 martie 1996 - The One Where Eddie Won't Go
- 44. - 02x20 - 4 aprilie 1996 - The One Where Old Yeller Dies
- 45. - 02x21 - 25 aprilie 1996 - The One With The Bullies
- 46. - 02x22 - 2 mai 1996 - The One With The Two Parties
- 47. - 02x23 - 9 mai 1996 - The One With The Chicken Pox
- 48. - 02x24 - 16 mai 1996 - The One With Barry And Mindy's Wedding

### Sezonul 3
- 49. - 03x01 - 16 septembrie 1996 - The One With The Princess Leia Fantasy
- 50. - 03x02 - 26 septembrie 1996 - The One Where No One's Ready
- 51. - 03x03 - 3 octombrie 1996 - The One With The Jam
- 52. - 03x04 - 10 octombrie 1996 - The One With The Metaphorical Tunnel
- 53. - 03x05 - 17 octombrie 1996 - The One With Frank Jr.
- 54. - 03x06 - 31 octombrie 1996 - The One With The Flashback
- 55. - 03x07 - 7 noiembrie 1996 - The One With The Race Car Bed
- 56. - 03x08 - 14 noiembrie 1996 - The One With The Giant Poking Device
- 57. - 03x09 - 21 noiembrie 1996 - The One With The Football
- 58. - 03x10 - 12 decembrie 1996 - The One Where Rachel Quits
- 59. - 03x11 - 9 ianuarie 1997 - The One Where Chandler Can't Remember Which Sister
- 60. - 03x12 - 16 ianuarie 1997 - The One With All The Jealousy
- 61. - 03x13 - 30 ianuarie 1997 - The One Where Monica And Richard Are Just Friends
- 62. - 03x14 - 6 februarie 1997 - The One With Phoebe's Ex-Partner
- 63. - 03x15 - 13 februarie 1997 - The One Where Ross And Rachel Take A Break (1)
- 64. - 03x16 - 20 februarie 1997 - The One The Morning After (2)
- 65. - 03x17 - 6 martie 1997 - The One Without The Ski Trip
- 66. - 03x18 - 13 martie 1997 - The One With The Hypnosis Tape
- 67. - 03x19 - 27 martie 1997 - The One With The Tiny T-Shirt
- 68. - 03x20 - 10 aprilie 1997 - The One With The Dollhouse
- 69. - 03x21 - 17 aprilie 1997 - The One With A Chick And A Duck
- 70. - 03x22 - 24 aprilie 1997 - The One With The Screamer
- 71. - 03x23 - 1 mai 1997 - The One With Ross's Thing
- 72. - 03x24 - 8 mai 1997 - The One With The Ultimate Fighting Champion
- 73. - 03x25 - 15 mai 1997 - The One At The Beach

### Sezonul 4
- 74. - 04x01 - 25 septembrie 1997 - The One With The Jellyfish
- 75. - 04x02 - 2 octombrie 1997 - The One With The Cat
- 76. - 04x03 - 9 octombrie 1997 - The One With The 'Cuffs
- 77. - 04x04 - 16 octombrie 1997 - The One With The Ballroom Dancing
- 78. - 04x05 - 30 octombrie 1997 - The One With Joey's New Girlfriend
- 79. - 04x06 - 6 noiembrie 1997 - The One With The Dirty Girl
- 80. - 04x07 - 13 noiembrie 1997 - The One Where Chandler Crosses The Line
- 81. - 04x08 - 20 noiembrie 1997 - The One With Chandler In A Box
- 82. - 04x09 - 11 decembrie 1997 - The One Where They're Going To Party!
- 83. - 04x10 - 18 decembrie 1997 - The One With The Girl From Poughkeepsie
- 84. - 04x11 - 8 ianuarie 1998 - The One With Phoebe's Uterus
- 85. - 04x12 - 15 ianuarie 1998 - The One With The Embryos
- 86. - 04x13 - 29 ianuarie 1998 - The One With Rachel's Crush
- 87. - 04x14 - 5 februarie 1998 - The One With Joey's Dirty Day
- 88. - 04x15 - 26 februarie 1998 - The One With All The Rugby
- 89. - 04x16 - 19 martie 1998 - The One With The Fake Party
- 90. - 04x17 - 26 martie 1998 - The One With The Free Porn
- 91. - 04x18 - 2 aprilie 1998 - The One With Rachel's New Dress
- 92. - 04x19 - 9 aprilie 1998 - The One With All The Haste
- 93. - 04x20 - 16 aprilie 1998 - The One With The Wedding Dresses
- 94. - 04x21 - 23 aprilie 1998 - The One With The Invitations
- 95. - 04x22 - 30 aprilie 1998 - The One With The Worst Best Man Ever
- 96. - 04x23 - 7 mai 1998 - The One With Ross's Wedding (1)
- 97. - 04x24 - 7 mai 1998 - The One With Ross's Wedding (2)

### Sezonul 5
- 98. - 05x01 - 24 septembrie 1998 - The One After Ross Says Rachel
- 99. - 05x02 - 1 octombrie 1998 - The One With All The Kissing
- 100. - 05x03 - 8 octombrie 1998 - The One Hundredth
- 101. - 05x04 - 15 octombrie 1998 - The One Where Phoebe Hates PBS
- 102. - 05x05 - 29 octombrie 1998 - The One With The Kips
- 103. - 05x06 - 5 noiembrie 1998 - The One With The Yeti
- 104. - 05x07 - 12 noiembrie 1998 - The One Where Ross Moves In
- 105. - 05x08 - 19 noiembrie 1998 - The One With The Thanksgiving Flashbacks (a.k.a. The One With All The Thanksgivings)
- 106. - 05x09 - 10 decembrie 1998 - The One With Ross's Sandwich
- 107. - 05x10 - 17 decembrie 1998 - The One With The Inappropriate Sister
- 108. - 05x11 - 7 ianuarie 1999 - The One With All The Resolutions
- 109. - 05x12 - 21 ianuarie 1999 - The One With Chandler's Work Laugh
- 110. - 05x13 - 4 februarie 1999 - The One With Joey's Bag
- 111. - 05x14 - 11 februarie 1999 - The One Where Everybody Finds Out
- 112. - 05x15 - 18 februarie 1999 - The One With The Girl Who Hits Joey
- 113. - 05x16 - 23 februarie 1999 - The One With The Cop
- 114. - 05x17 - 18 martie 1999 - The One With Rachel's Inadvertent Kiss
- 115. - 05x18 - 8 aprilie 1999 - The One Where Rachel Smokes
- 116. - 05x19 - 22 aprilie 1999 - The One Where Ross Can't Flirt
- 117. - 05x20 - 29 aprilie 1999 - The One With The Ride Along
- 118. - 05x21 - 6 mai 1999 - The One With The Ball
- 119. - 05x22 - 13 mai 1999 - The One With Joey's Big Break
- 120. - 05x23 - 20 mai 1999 - The One In Vegas (1)
- 121. - 05x24 - 20 mai 1999 - The One In Vegas (2)

### Sezonul 6
- 122. - 06x01 - 23 septembrie 1999 - The One After Vegas
- 123. - 06x02 - 30 septembrie 1999 - The One Where Ross Hugs Rachel
- 124. - 06x03 - 7 octombrie 1999 - The One With Ross's Denial
- 125. - 06x04 - 14 octombrie 1999 - The One Where Joey Loses His Insurance
- 126. - 06x05 - 21 octombrie 1999 - The One With Joey's Porsche
- 127. - 06x06 - 4 noiembrie 1999 - The One On The Last Night
- 128. - 06x07 - 11 noiembrie 1999 - The One Where Phoebe Runs
- 129. - 06x08 - 18 noiembrie 1999 - The One With Ross's Teeth
- 130. - 06x09 - 25 noiembrie 1999 - The One Where Ross Got High
- 131. - 06x10 - 16 decembrie 1999 - The One With The Routine (a.k.a. The One With The Rockin' New Year)
- 132. - 06x11 - 6 ianuarie 2000 - The One With The Apothecary Table
- 133. - 06x12 - 13 ianuarie 2000 - The One With The Joke
- 134. - 06x13 - 3 februarie 2000 - The One With Rachel's Sister (1)
- 135. - 06x14 - 10 februarie 2000 - The One Where Chandler Can't Cry (2)
- 136. - 06x15 - 17 februarie 2000 - The One That Could Have Been (1)
- 137. - 06x16 - 17 februarie 2000 - The One That Could Have Been (2)
- 138. - 06x17 - 24 februarie 2000 - The One With Unagi (a.k.a. The One With The Mix Tape)
- 139. - 06x18 - 9 martie 2000 - The One Where Ross Dates A Student
- 140. - 06x19 - 23 martie 2000 - The One With Joey's Fridge
- 141. - 06x20 - 13 aprilie 2000 - The One With Mac And C.H.E.E.S.E.
- 142. - 06x21 - 27 aprilie 2000 - The One Where Ross Meets Elizabeth's Dad
- 143. - 06x22 - 4 mai 2000 - The One Where Paul's The Man
- 144. - 06x23 - 11 mai 2000 - The One With The Ring
- 145. - 06x24 - 18 mai 2000 - The One With The Proposal (1)
- 146. - 06x25 - 18 mai 2000 - The One With The Proposal (2)

### Sezonul 7
- 147. - 07x01 - 12 octombrie 2000 - The One With Monica's Thunder
- 148. - 07x02 - 12 octombrie 2000 - The One With Rachel's Book
- 149. - 07x03 - 19 octombrie 2000 - The One With Phoebe's Cookies
- 150. - 07x04 - 26 octombrie 2000 - The One With Rachel's Assistant
- 151. - 07x05 - 2 noiembrie 2000 - The One With The Engagement Picture
- 152. - 07x06 - 9 noiembrie 2000 - The One With The Nap Partners
- 153. - 07x07 - 16 noiembrie 2000 - The One With Ross's Library Book
- 154. - 07x08 - 23 noiembrie 2000 - The One Where Chandler Doesn't Like Dogs
- 155. - 07x09 - 7 decembrie 2000 - The One With All The Candy
- 156. - 07x10 - 14 decembrie 2000 - The One With The Holiday Armadillo
- 157. - 07x11 - 4 ianuarie 2001 - The One With All The Cheesecakes
- 158. - 07x12 - 11 ianuarie 2001 - The One Where They're Up All Night
- 159. - 07x13 - 1 februarie 2001 - The One Where Rosita Dies
- 160. - 07x14 - 8 februarie 2001 - The One Where They All Turn Thirty
- 161. - 07x15 - 15 februarie 2001 - The One With Joey's New Brain
- 162. - 07x16 - 22 februarie 2001 - The One With The Truth About London
- 163. - 07x17 - 15 martie 2001 - The One With The Cheap Wedding Dress
- 164. - 07x18 - 29 martie 2001 - The One With Joey's Award
- 165. - 07x19 - 19 aprilie 2001 - The One With Ross And Monica's Cousin
- 166. - 07x20 - 26 aprilie 2001 - The One With Rachel's Big Kiss
- 167. - 07x21 - 3 mai 2001 - The One With The Vows
- 168. - 07x22 - 10 mai 2001 - The One With Chandler's Dad
- 169. - 07x23 - 17 mai 2001 - The One With Chandler And Monica's Wedding (1)
- 170. - 07x24 - 17 mai 2001 - The One With Chandler And Monica's Wedding (2)

### Sezonul 8
- 171. - 08x01 - 27 septembrie 2001 - The One After "I Do"
- 172. - 08x02 - 4 octombrie 2001 - The One With The Red Sweater
- 173. - 08x03 - 11 octombrie 2001 - The One Where Rachel Tells...
- 174. - 08x04 - 18 octombrie 2001 - The One With The Videotape
- 175. - 08x05 - 25 octombrie 2001 - The One With Rachel's Date
- 176. - 08x06 - 1 noiembrie 2001 - The One With The Halloween Party
- 177. - 08x07 - 8 noiembrie 2001 - The One With The Stain
- 178. - 08x08 - 15 noiembrie 2001 - The One With The Stripper
- 179. - 08x09 - 22 noiembrie 2001 - The One With The Rumor
- 180. - 08x10 - 6 decembrie 2001 - The One With Monica's Boots
- 181. - 08x11 - 13 decembrie 2001 - The One With The Creepy Holiday Card (a.k.a. The One With Ross's Step Forward)
- 182. - 08x12 - 10 ianuarie 2002 - The One Where Joey Dates Rachel
- 183. - 08x13 - 17 ianuarie 2002 - The One Where Chandler Takes A Bath
- 184. - 08x14 - 31 ianuarie 2002 - The One With The Secret Closet
- 185. - 08x15 - 7 februarie 2002 - The One With The Birthing Video
- 186. - 08x16 - 28 februarie 2002 - The One Where Joey Tells Rachel
- 187. - 08x17 - 7 martie 2002 - The One With The Tea Leaves
- 188. - 08x18 - 28 martie 2002 - The One In Massapequa (a.k.a. The One With The Zesty Guy)
- 189. - 08x19 - 4 aprilie 2002 - The One With Joey's Interview
- 190. - 08x20 - 25 aprilie 2002 - The One With The Baby Shower
- 191. - 08x21 - 2 mai 2002 - The One With The Cooking Class
- 192. - 08x22 - 9 mai 2002 - The One Where Rachel Is Late
- 193. - 08x23 - 16 mai 2002 - The One Where Rachel Has A Baby (1)
- 194. - 08x24 - 16 mai 2002 - The One Where Rachel Has A Baby (2)

### Sezonul 9
- 195. - 09x01 - 26 septembrie 2002 - The One Where No One Proposes
- 196. - 09x02 - 3 octombrie 2002 - The One Where Emma Cries
- 197. - 09x03 - 10 octombrie 2002 - The One With The Pediatrician
- 198. - 09x04 - 17 octombrie 2002 - The One With The Sharks
- 199. - 09x05 - 31 octombrie 2002 - The One With Phoebe's Birthday Dinner
- 200. - 09x06 - 7 noiembrie 2002 - The One With The Male Nanny
- 201. - 09x07 - 14 noiembrie 2002 - The One With Ross's Inappropriate Song
- 202. - 09x08 - 21 noiembrie 2002 - The One With Rachel's Other Sister
- 203. - 09x09 - 5 decembrie 2002 - The One With Rachel's Phone Number
- 204. - 09x10 - 12 decembrie 2002 - The One With Christmas In Tulsa
- 205. - 09x11 - 9 ianuarie 2003 - The One Where Rachel Goes Back To Work
- 206. - 09x12 - 16 ianuarie 2003 - The One With Phoebe's Rats
- 207. - 09x13 - 30 ianuarie 2003 - The One Where Monica Sings
- 208. - 09x14 - 6 februarie 2003 - The One With The Blind Dates
- 209. - 09x15 - 13 februarie 2003 - The One With The Mugging
- 210. - 09x16 - 20 februarie 2003 - The One With The Boob Job
- 211. - 09x17 - 13 martie 2003 - The One With The Memorial Service
- 212. - 09x18 - 3 aprilie 2003 - The One With The Lottery
- 213. - 09x19 - 17 aprilie 2003 - The One With Rachel's Dream
- 214. - 09x20 - 24 aprilie 2003 - The One With The Soap Opera Party
- 215. - 09x21 - 1 mai 2003 - The One With The Fertility Test
- 216. - 09x22 - 8 mai 2003 - The One With The Donor
- 217. - 09x23 - 15 mai 2003 - The One In Barbados (1)
- 218. - 09x24 - 15 mai 2003 - The One In Barbados (2)

### Sezonul 10
- 219.  10x01 - 25 septembrie 2003 - The One After Joey And Rachel Kiss
- 220.  10x02 - 2 octombrie 2003 - The One Where Ross Is Fine
- 221.  10x03 - 9 octombrie 2003 - The One With Ross's Tan
- 222.  10x04 - 23 octombrie 2003 - The One With The Cake
- 223.  10x05 - 30 octombrie 2003 - The One Where Rachel's Sister Babysits
- 224.  10x06 - 6 noiembrie 2003 - The One With Ross's Grant
- 225.  10x07 - 13 noiembrie 2003 - The One With The Home Study
- 226.  10x08 - 20 noiembrie 2003 - The One With The Late Thanksgiving
- 227.  10x09 - 8 ianuarie 2004 - The One With The Birth Mother
- 228.  10x10 - 15 ianuarie 2004 - The One Where Chandler Gets Caught
- 229.  10x11 - 5 februarie 2004 - The One Where The Stripper Cries
- 230.  10x12 - 12 februarie 2004 - The One With Phoebe's Wedding
- 231.  10x13 - 19 februarie 2004 - The One Where Joey Speaks French
- 232.  10x14 - 26 februarie 2004 - The One With Princess Consuela
- 233.  10x15 - 22 aprilie 2004 - The One Where Estelle Dies
- 234.  10x16 - 29 aprilie 2004 - The One With Rachel's Going Away Party (a.k.a. The One Where Rachel Goes To Paris)
- 235.  10x17 - 6 mai 2004 - The Last One (1)
- 236.  10x18 - 6 mai 2004 - The Last One (2)